# Большая Кывья
Большая Кывья — река в России, протекает по Красновишерскому району Пермского края. Устье реки находится в 55 км по левому берегу реки Молмыс. Длина реки составляет 10 км.
Исток реки находится на хребте Кваркуш. Течёт преимущественно на северо-запад среди холмов, покрытых елово-пихтовой тайгой. Населённых пунктов на реке нет.

## Данные водного реестра
По данным государственного водного реестра России относится к Камскому бассейновому округу, водохозяйственный участок реки — Кама от водомерного поста у села Бондюг до города Березники, речной подбассейн реки — бассейны притоков Камы до впадения Белой. Речной бассейн реки — Кама.
Код объекта в государственном водном реестре — 10010100212111100005096.